# Pselaphaulax
Pselaphaulax Reitter, 1909 è un genere di coleotteri della famiglia Staphylinidae.

## Caratteristiche
Nei maschi di questo genere il torace ha queste peculiarità: il pronoto è più largo a metà della lunghezza ed è ristretto anteriormente e posteriormente; il solco basale è presente e delimitato dalla fovea antebasale laterale, dalla fovea antebasale mediana ridotta a depressione e delimitata da due corte carene.
Inoltre il prosterno davanti alla coxa è leggermente convesso, anteriormente con setole appiattite modificate; è presente una fovea procoxale lateralmente

## Tassonomia
Al 2021 sono note 51 specie di questo genere:
1. Pselaphaulax antipodum (Westwood, 1856)
2. Pselaphaulax articularis Schaufuss, 1877
3. Pselaphaulax biarmatus Wilson, 1926
4. Pselaphaulax bifossulus Raffray, 1908[3]
5. Pselaphaulax bivofeolatus Schaufuss, 1877
6. Pselaphaulax caeruleus Owens, Leschen & Carlton, 2019
7. Pselaphaulax carniolicus Besuchet & Sabella, 2000
8. Pselaphaulax carvalhoi Jeannel, 1957[3]
9. Pselaphaulax ceylanicus Jeannel, 1961
10. Pselaphaulax crassus Raffray, 1900
11. Pselaphaulax damasi Jeannel, 1950
12. Pselaphaulax depressifrons Jeannel, 1960
13. Pselaphaulax dracophyllum Owens, Leschen & Carlton, 2019
14. Pselaphaulax dresdensis Herbst, 1791[4]
15. Pselaphaulax electilis Oke, 1928
16. Pselaphaulax elongatus Raffray, 1900
17. Pselaphaulax elstoni Wilson, 1926
18. Pselaphaulax fergusoni Lea, 1912
19. Pselaphaulax flavipalpis Lea, 1910
20. Pselaphaulax flavus Owens, Leschen & Carlton, 2019
21. Pselaphaulax freyi Franz, 1955
22. Pselaphaulax geminatus Westwood, 1856
23. Pselaphaulax gerardi Jeannel, 1950[3]
24. Pselaphaulax insignis Schaufuss, 1886
25. Pselaphaulax japonicus Raffray, 1909
26. Pselaphaulax leanus Raffray, 1900
27. Pselaphaulax lineatus King, 1863
28. Pselaphaulax longepilosus Schaufuss, 1886
29. Pselaphaulax longicornis Saulcy, 1864
30. Pselaphaulax metasternalis Wilson, 1926
31. Pselaphaulax mundus Sharp, 1874
32. Pselaphaulax niveicola Wilson, 1926
33. Pselaphaulax opacus Jeannel, 1959
34. Pselaphaulax otwayensis Wilson, 1926
35. Pselaphaulax pilosus Raffray, 1900
36. Pselaphaulax pulchellus Lea, 1911
37. Pselaphaulax shaman Kurbatov, 1990
38. Pselaphaulax siculus Besuchet & Sabella, 1993
39. Pselaphaulax squamiceps Schaufuss, 1886
40. Pselaphaulax squamosus Raffray, 1904
41. Pselaphaulax squamulosus Oke, 1928
42. Pselaphaulax strigosus Wilson, 1926
43. Pselaphaulax subsquamosus Lea, 1912
44. Pselaphaulax sulciventris Oke, 1928
45. Pselaphaulax tenuis Sharp, 1874
46. Pselaphaulax traversi Owens, Leschen & Carlton, 2019
47. Pselaphaulax tripunctatus Schaufuss, 1886
48. Pselaphaulax tuberculifrons Raffray, 1900
49. Pselaphaulax tuberculiventris Lea, 1911
50. Pselaphaulax vestitus Raffray, 1904
51. Pselaphaulax villosus Lea, 1911